# Kamenički Vrhovec
Kamenički Vrhovec falu Horvátországban Varasd megyében. Közigazgatásilag Lepoglavához tartozik.

## Fekvése
Varasdtól 25 km-re nyugatra, községközpontjától 2 km-re északra fekszik.

## Története
A falunak 1857-ben 163, 1910-ben 272 lakosa volt. A trianoni békeszerződésig Varasd vármegye Ivaneci járáshoz tartozott. 2001-ben 73 háztartása és 240 lakosa volt.

## Külső hivatkozások
- Lepoglava város hivatalos oldala
- Lepoglava turisztikai egyesületének honlapja